# Матрёхин, Иван Яковлевич
Иван Яковлевич Матрёхин (род. 21 апреля 1958) — саамский бард и политик. Автор диска «Здравствуй, северный народ» и книги «Белый олень» (2007). Заместитель председателя Общественной организации саамов Мурманской области и вице-президент Союза Саамов  с 2017 года.
Учредитель и руководитель родовой общины коренного малочисленного народа саами «Кольский берег».

## Биография
Родился в семье саама-оленевода в тер-саамском селе Гремиха Мурманской области (сейчас — город Островной). В 1963 году семья Матрёхиных переехала в посёлок Каневка.
Срочную службу Иван Матрёхин проходил в Военно-инженерной академии им. В. В. Куйбышева в Москве. Закончил Ленинградский инженерно-строительный институт. По профессии — инженер-механик. С 1979 года проживает в Мурманске. Работал механиком топливно-транспортной службы предприятия «ТЭКОС», в настоящее время пенсионер.
В 2008 году Иван Матрёхин был избран руководителем Общественной организации саамов Мурманской области (ООСМО). С 2009 по 2013 год, и снова с 2017 года является представителем этой саамской организации в международном Союзе саамов.
По состоянию на январь 2018 года Иван Матрёхин занимал должности  председателя правления ООСМО и вице-президента международного Союза саамов.

## Произведения
Многие произведения Матрёхина посвящены северной природе, её скупому солнцу и властвующей над северной землёй полярной ночи. Один из характерных для Матрёхина приёмов в произведениях на эту тему — одушевление природных явлений.

Ночь — полярная царица, отчего тебе не спится?
Мягкой поступью идёшь, стужу, мглу с собой ведёшь,
С ними вьюги, снегопады — птицы, звери им не рады.
День над тундрой угасает, жизнь на время замирает…

Другие темы творчества Матрёхина — репрессии среди саамского населения в 1930—1950-е годы, экологические проблемы, вера в возрождение современной России и расцвет её духовности, вера в том, что российским саамам удастся сохранить мудрость нации и сберечь землю предков.

### Диск
- Матрёхин И. Я. Здравствуй, северный народ. Диск. — Мурманск, 2005.

### Публикации
- Матрёхин И. Я. Белый олень: стихи и песни. — Вӣллькесь пуаз: стиха я ла̄вл. — Мурманск, 2007. ISBN 978-5-85510-309-0